# Montevarchi Calcio Aquila 1902 1994-1995
Questa voce raccoglie le informazioni riguardanti il Montevarchi Calcio Aquila 1902 nelle competizioni ufficiali della stagione 1994-1995.

## Rosa
| N. |                   | Ruolo | Calciatore          |
| -- | ----------------- | ----- | ------------------- |
|    | Italia (bandiera) | A     | Antonio Arcadio     |
|    | Italia (bandiera) | C     | Alessio Batistini   |
|    | Italia (bandiera) | P     | Federico Bigliazzi  |
|    | Italia (bandiera) | C     | Guido Bonadio       |
|    | Italia (bandiera) | C     | Fabio Cafferata     |
|    | Italia (bandiera) | C     | Maurizio Cammarieri |
|    | Italia (bandiera) | D     | Fabio Cappelli      |
|    | Italia (bandiera) | A     | Michele De Min (II) |
|    | Italia (bandiera) | C     | Alessio Di Mella    |
|    | Italia (bandiera) | C     | Manolo Ermini       |
|    | Italia (bandiera) | A     | Alessandro Franchi  |

| N. |                   | Ruolo | Calciatore           |
| -- | ----------------- | ----- | -------------------- |
|    | Italia (bandiera) | D     | Stefano Frescucci    |
|    | Italia (bandiera) | C     | Osvaldo Mannucci     |
|    | Italia (bandiera) | D     | Paolo Martelli       |
|    | Italia (bandiera) | C     | Massimiano Menchetti |
|    | Italia (bandiera) | C     | Paolo Ponzo          |
|    | Italia (bandiera) | D     | Alessandro Pozzi     |
|    | Italia (bandiera) | D     | Giuseppe Scattini    |
|    | Italia (bandiera) | C     | Riccardo Secci       |
|    | Italia (bandiera) | D     | Marco Sereni         |
|    | Italia (bandiera) |       | Spaghetti            |
|    | Italia (bandiera) | P     | Cristian Tosti       |